# 沒有煙硝的愛情
是一部2018年帕维乌·帕夫利科夫斯基執導的波蘭劇情片。入圍第71屆坎城影展官方競賽單元，最終獲得最佳導演獎。还赢得第31届欧洲电影奖最佳影片、导演、编剧和女主角四个大奖，以及获得第91届奥斯卡金像奖最佳导演、外语片和摄影三项提名。

## 演員
- Joanna Kulig 飾演 Zuzanna "Zula" Lichoń
- Tomasz Kot 飾演 Wiktor Warski
- Borys Szyc 飾演 Lech Kaczmarek
- 阿嘉塔·庫雷札 飾演 Irena Bielecka
- Jeanne Balibar 飾演 Juliette
- Cédric Kahn 飾演 Michel
- Adam Woronowicz 飾演 consul
- Adam Ferency 飾演 minister
- Adam Szyszkowski 飾演 camp guard

## 獎項
| 類別             | 頒獎日期       | 獎項           | 名字                                                                       | 結果 | 參考   |
| ---------------- | -------------- | -------------- | -------------------------------------------------------------------------- | ---- | ------ |
| 戛纳电影节       | 2018年5月19日  | 最佳導演獎     | 帕维乌·帕夫利科夫斯基                                                      | 獲獎 | [ 7 ]  |
| 英国独立电影奖   | 2018年12月2日  | 最佳獨立外語片 | 帕维乌·帕夫利科夫斯基、Janusz Głowacki、Ewa Puszczynska、Tanya Seghatchian | 提名 | [ 8 ]  |
| 國家評論協會     | 2018年11月27日 | 最佳外語片     | 《沒有煙硝的愛情》                                                         | 獲獎 | [ 9 ]  |
| 紐約影評人協會   | 2018年11月29日 | 最佳外語片     | 《沒有煙硝的愛情》                                                         | 獲獎 | [ 10 ] |
| 歐洲電影獎       | 2018年12月15日 | 最佳影片獎     | 《沒有煙硝的愛情》                                                         | 獲獎 | [ 11 ] |
| 歐洲電影獎       | 2018年12月15日 | 最佳導演獎     | 帕维乌·帕夫利科夫斯基                                                      | 獲獎 | [ 11 ] |
| 歐洲電影獎       | 2018年12月15日 | 最佳劇本獎     | 帕维乌·帕夫利科夫斯基                                                      | 獲獎 | [ 11 ] |
| 歐洲電影獎       | 2018年12月15日 | 最佳女主角獎   | Joanna Kulig                                                               | 獲獎 | [ 11 ] |
| 歐洲電影獎       | 2018年12月15日 | 最佳男主角獎   | Tomasz Kot                                                                 | 提名 | [ 11 ] |
| 歐洲電影獎       | 2018年12月15日 | 最佳剪接獎     | Jarosław Kamiński                                                          | 獲獎 | [ 11 ] |
| 評論家選擇電影獎 | 2019年1月13日  | 最佳外語片     | 《沒有煙硝的愛情》                                                         | 提名 |        |
| 奧斯卡金像獎     | 2019年2月24日  | 最佳外語片     | 《沒有煙硝的愛情》                                                         | 提名 |        |
| 奧斯卡金像獎     | 2019年2月24日  | 最佳導演       | 帕維烏·帕夫利科夫斯基                                                      | 提名 |        |
| 奧斯卡金像獎     | 2019年2月24日  | 最佳攝影       | 烏卡什·薩爾                                                                | 提名 |        |

## 外部連結
- 豆瓣电影上《沒有煙硝的愛情》的資料 （简体中文）
- 開眼電影網上《沒有煙硝的愛情》的資料（繁體中文）
- 爛番茄上《沒有煙硝的愛情》的資料（英文）
- 互联网电影数据库（IMDb）上《沒有煙硝的愛情》的资料（英文）
- Metacritic上《沒有煙硝的愛情》的資料（英文）